# 1964 na política

## Eventos
- 24 de Fevereiro - Início das campanhas da FRELIMO para a luta armada de independência. moçambicana de Portugal, abrindo mais uma frente na Guerra Colonial Portuguesa.
- 4 de Março - Independência de Malta.[1]
- 31 de Março - O Congresso Nacional cassa o mandato do presidente João Goulart eleito democraticamente pelo voto popular.
- 11 de Abril - No Brasil o marechal Castello Branco foi eleito presidente pelo Congresso Nacional.
- 26 de Junho Criada a OLP com o apoio da Liga Árabe, em Cairo no Egito.
- 6 de Julho - O Malawi adopta a sua bandeira.
- 12 de Outubro - Leonid Brejnev sucedeu Nikita Khrushchov como secretário-geral do Partido Comunista da União Soviética.
- 25 de Novembro - Guerra Colonial: O Comité de Libertação da OUA reconhece o MPLA como único representante do povo angolano.
- 8 de Dezembro - emancipa-se Jandira em São Paulo

## Nascimentos
| Data            | Nome                | Profissão                                  | Nacionalidade        | Observações | Ref |
| --------------- | ------------------- | ------------------------------------------ | -------------------- | ----------- | --- |
| 1 de janeiro    | Moussa Dadis Camara | presidente da Guiné-Conacri de 2008 a 2010 | Guiné                |             |     |
| 23 de janeiro   | Bharrat Jagdeo      | presidente da Guiana desde 1999            | Reino Unido (Guiana) |             |     |
| 22 de fevereiro | Wagner Rubinelli    | político                                   | Brasil               |             |     |
| 10 de março     | Aurélio Miguel      | judoca e político                          | Brasil               |             |     |

## Mortes
| Data           | Nome                       | Profissão                                               | Nacionalidade       | Observações | Ref |
| -------------- | -------------------------- | ------------------------------------------------------- | ------------------- | ----------- | --- |
| ? de janeiro   | Loureiro da Silva          | prefeito de Porto Alegre em 1937-1943 e 1960-1963       | Brasil              | n. 1902     |     |
| 29 de janeiro  | Adolfo Díaz                | presidente da Nicarágua de 1911 a 1917 e de 1926 a 1929 | Costa Rica          | n. 1875     |     |
| 6 de fevereiro | Emilio Aguinaldo           | presidente das Filipinas de 1898 a 1901                 | Espanha (Filipinas) | n. 1869     |     |
| 6 de março     | Paulo I da Grécia          | Rei da Grécia de 1947 a 1964                            | Grécia              | n. 1901     |     |
| 5 de abril     | Douglas MacArthur          | General dos Estados Unidos                              | Estados Unidos      | n. 1880     |     |
| 8 de junho     | Carlos Quintanilla Quiroga | presidente da Bolívia de 1939 a 1940                    | Bolívia             | n. 1888     |     |
| 20 de outubro  | Herbert Hoover             | presidente dos Estados Unidos de 1929 a 1933            | Estados Unidos      | n. 1874     |     |